# 행복한 네시
《행복한 네시 정윤지입니다》는 ubc Green FM(FM 92.3MHz)에서 매주 월요일부터 토요일 오후 4시에 방송 중인 울산 지역 라디오 음악 프로그램으로 정윤지 아나운서가 진행한다.

## DJ
- 정윤지 ubc 아나운서